# Eva Günschmann

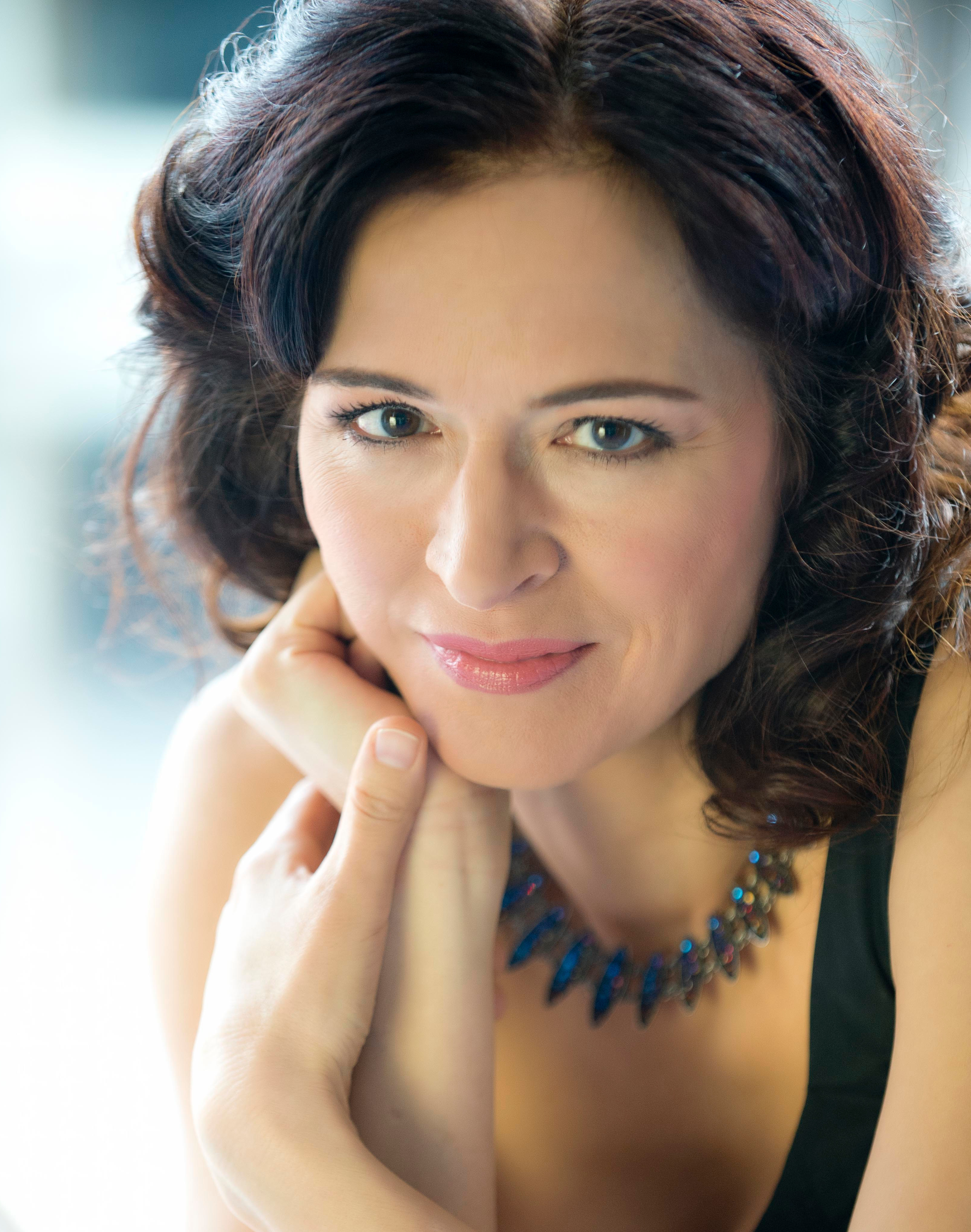
Eva Maria Günschmann

Eva Maria Günschmann, geborene  Eva Maria Götz (* vor 1986 in Baiersbronn) ist eine deutsche Opernsängerin (Mezzosopran).

## Leben
Eva Maria Götz wuchs in Baiersbronn und Weingarten bei Karlsruhe auf. Ab 1986 absolvierte sie ein privates Gesangsstudium bei dem italienischen Bariton Scipio Colombo. Nach ihrer Heirat mit dem Musiklehrer Christoph Günschmann schloss sie 1991 ein Studium der Schulmusik (Gesang bei Hanns-Friedrich Kunz), ferner Klavier (bei Carmen Piazzini) und Dirigieren an der Karlsruher Musikhochschule mit dem Ersten Staatsexamen ab.
Ihre warm timbrierte Mezzostimme, deren Ausdrucksspektrum vom innig-lyrischen bis zum expressiv-dramatischen Gestus reicht, trägt vor allem die Handschrift Scipio Colombos, der ihr die traditionelle Belcanto-Technik nahebrachte.
Von 1994 bis 1997 studierte Günschmann an der Opernschule der Musikhochschule Stuttgart, gefolgt von der Bühnenreifeprüfung. Zuvor bereits erhielt sie einen Gastvertrag am Linzer Landestheater als Olga in der Oper Eugen Onegin. Von 1997 bis 2000 gehörte sie zum Ensemble des Stadttheaters Pforzheim. Seit 2001 war sie Ensemblemitglied am Theater Trier, wo sie als Opernsängerin (Mezzosopran) beschäftigt war. Seit der Spielzeit 2010/11 gehört sie zum Ensemble der Vereinigten Bühnen Krefeld-Mönchengladbach.

## Auszeichnungen
- Für die Verkörperung des Octavian wurde Günschmann von der Zeitschrift Opernwelt zur Nachwuchskünstlerin des Jahres 1998 nominiert.
- Am 6. September 2006 wurde sie in einem Artikel des „Trierischen Volksfreundes“ zur „Sängerin des Jahres“ erklärt und bekam die „Theatermaske“ des Vereins der Theaterfreunde Trier.
- Eva Maria Günschmann ist Stipendiatin der Bayreuther Stipendiaten-Stiftung.
- Am 2. Juli 2013 gewinnt die Künstlerin den „Theater-Oskar“, einen Publikumspreis der Leser der Rheinischen Post
- Im gleichen Jahr erhält sie eine Auszeichnung für besondere Sängerleistungen für ihre Verkörperung des Adriano in Richard Wagners Rienzi des online-Magazins theater pur.
- Im Jahr 2017 wird sie als Sängerinnen des Jahres geehrt für ihre Darbietung der Ortrud im Lohengrin (zusammen mit Izabela Matula als Elsa) in einer Rückschau der Welt am Sonntag.

## Künstlerische Schwerpunkte
Neben der Bühnentätigkeit widmet sich die Sängerin intensiv dem deutschen und internationalen Kunstlied. Zu ihren bevorzugten Komponisten zählen hier neben den Romantikern Franz Schubert, Robert Schumann, Johannes Brahms und Richard Wagner die französischen Impressionisten Gabriel Fauré, Claude Debussy, Maurice Ravel und die spanischsprachigen Tondichter Manuel de Falla und Alberto Ginastera.
Die meisten ihrer Liederabende gestaltet sie mit ihrem Ehemann, Christoph Günschmann.

## Repertoire (Auswahl)

### Oper
Eva Günschmann sang die typischen „Hosenrollen“ im Mezzosopranbereich ebenso wie die mit Koloraturen angereicherten Altpartien in Barockopern.
Mittlerweile liegt ihr Schwerpunkt eher auf dem dramatischen Fach.
Unter anderem sang/singt sie:
- die Aida in Stefan Heuckes moderner Kammeroper Aida, 5. Akt,
- die Mère Marie in Francis Poulencs Dialogues des Carmélites,
- die Fürstin und die Mutter (Doppelrolle) in Antonín Dvořáks Rusalka,
- die Sieglinde in Richard Wagners Die Walküre,
- die Herodias in Richard Strauss’ Salome,
- den Adriano in Richard Wagners Rienzi,
- den Octavian (Der Rosenkavalier von Richard Strauss),
- die Adalgisa (Norma von V. Bellini),
- die Eboli in Don Carlos (Verdi),
- die Waltraute und Fricka (Walküre von R. Wagner),
- die Carmen (Carmen von Bizet),
- die Azucena (Der Troubadour von G. Verdi),
- die Ulrica (Ein Maskenball von G. Verdi),
- die Fürstin (Zia Principessa) in Suor Angelica von G. Puccini (aus Il trittico),
- die Witwe Begbick in der Inszenierung Thilo Reinhardts der Oper Aufstieg und Fall der Stadt Mahagonny von Weill / Brecht,
- den Bradamante (Alcina von G. F. Händel),
- die Isabella (Die Italienerin in Algier),
- die Dorabella (Così fan tutte von W.A.Mozart),
- den Hänsel (Hänsel und Gretel von Humperdinck),
- die Ismene (Antigonae von Carl Orff),
- die Fenena in Verdis Nabucco (Trierer Antikenfestspiele),
- den Niklas und die Muse in Jacques Offenbachs Hoffmanns Erzählungen,
- den Cherubino in Die Hochzeit des Figaro,
- die Rubria in Nerone, einer Wiederentdeckung des Textdichters und Komponisten Arrigo Boito,
- die  Naemi in Detlev Glanerts Oper „Joseph Süß“,
- die Maria (Azrael, Dirk d'Ase),
- die Zeitl in Anatevka.

### Konzert
- Das Lied von der Erde Gustav Mahler,
- Shéhérazade Maurice Ravel,
- Requiem Giuseppe Verdi,
- Stabat Mater Antonín Dvořák,
- Petite Messe Solenelle Gioachino Rossini.
- 3. Symphonie (Altpartie) Gustav Mahler.